# Municipio de Summit (Minnesota)
El municipio de Summit (en inglés: Summit Township) es un municipio ubicado en el condado de Steele en el estado estadounidense de Minnesota. En el año 2010 tenía una población de 466 habitantes y una densidad poblacional de 5 personas por km².

## Geografía
El municipio de Summit se encuentra ubicado en las coordenadas 43°53′18″N 93°13′25″O / 43.88833, -93.22361. Según la Oficina del Censo de los Estados Unidos, el municipio tiene una superficie total de 93.14 km², de la cual 93,06 km² corresponden a tierra firme y (0,08 %) 0,08 km² es agua.

## Demografía
Según el censo de 2010, había 466 personas residiendo en el municipio de Summit. La densidad de población era de 5 hab./km². De los 466 habitantes, el municipio de Summit estaba compuesto por el 98,07 % blancos, el 0,21 % eran afroamericanos, el 0,21 % eran asiáticos, el 1,5 % eran de otras razas. Del total de la población el 1,72 % eran hispanos o latinos de cualquier raza.